# 이재억
이재억(李在億, 1989년 6월 3일 ~ )은 대한민국의 축구 선수이며 포지션은 풀백이다.